# 나디라
나디라(힌디어: नादिरा, 영어: Nadira, 1932년 12월 5일 ~ 2006년 2월 9일)는 인도의 배우이다.

## 출연 작품
- 조쉬 (2000)
- 코튼 마리 (1999)